# Боровики (Смоленский район)
Боровики — деревня в Смоленском районе Смоленской области России. Входит в состав Пригорского сельского поселения. Население — 4 жителя (2010 год). 
Расположена в западной части области в 16 км к юго-востоку от Смоленска, в 11 км восточнее автодороги А141 Орёл — Витебск, на берегу реки Днепр. В 5 км западнее деревни расположена железнодорожная станция Тычинино на линии Смоленск — Рославль. 

## История
В годы Великой Отечественной войны деревня была оккупирована гитлеровскими войсками в июле 1941 года, освобождена в сентябре 1943 года. 